# Tyrrellit
Tyrrellit ist ein sehr selten vorkommendes Mineral aus der Mineralklasse der „Sulfide und Sulfosalze“ mit der Endgliedzusammensetzung Cu(Co,Ni)2Se4, vereinfacht auch (Cu,Co,Ni)3Se4 und damit chemisch gesehen ein Kupfer-Cobalt-Nickel-Selenid sowie das Selen-Analogon von Carrollit (CuCo2S4). Strukturell gehören beide zur Gruppe der Spinelle.
Tyrrellit kristallisiert im kubischen Kristallsystem und fand sich bisher vorwiegend in Form unregelmäßiger Körner und schwach entwickelter (hypidiomorpher) Kuben bis etwa 0,2 mm Durchmesser als Einschlüsse in Umangit und Berzelianit. Das Mineral ist undurchsichtig und erscheint im Auflichtmikroskop hellbronze- bis messinggelb mit einem Stich ins Rosafarbene. Seine Strichfarbe ist dagegen schwarz. Die Kornoberflächen weisen einen metallischen Glanz auf.

## Etymologie und Geschichte
Entdeckt wurde das Mineral in den Cobalt-, Nickel- und Kupfer-Selenid-Lagerstätten nahe der Ato Bay am Beaverlodge Lake und dem Adlerschacht (englisch: Eagle Shaft) am Mellville Lake der heutigen Region Beaverlodge (früher Goldfields District) in der kanadischen Provinz Saskatchewan. Die Erstbeschreibung erfolgte 1952 durch S. C. Robinson und E. J. Brooker zunächst unter der allgemeinen Bezeichnung Cobalt-Nickel-Kupfer-Selenid. Nachfolgend benannten sie das Mineral nach dem Geologen und früheren Mitarbeiter des Geological Survey of Canada Joseph Burr Tyrrell (1858–1957).
Das Typmaterial des Minerals wird im Geological Survey of Canada in Ottawa unter der Katalog-Nr. 61592 und im Royal Ontario Museum in Toronto unter den Katalog-Nr. M26095 und M26096 sowie im Muséum national d’histoire naturelle unter der Katalog-Nr. 180.53 (Cotyp) aufbewahrt.
Tyrrellit war bereits vor der Gründung der International Mineralogical Association (IMA) 1958 bekannt und als Mineral in der Fachwelt meist anerkannt. Als sogenanntes grandfathered Mineral (G) wurde die Anerkennung von Tyrrellit als eigenständige Mineralart von der Commission on new Minerals, Nomenclature and Classification (CNMNC) übernommen.

## Klassifikation
Die strukturelle Klassifikation der IMA zählt den Tyrrellit zur Spinell-Supergruppe, wo er zusammen mit Nickeltyrrellit die Tyrrellit-Untergruppe innerhalb der Selenospinelle bildet.
Bereits in der veralteten 8. Auflage der Mineralsystematik nach Strunz gehörte der Tyrrellit zur Mineralklasse der „Sulfide und Sulfosalze“ und dort zur Abteilung der „Sulfide mit [dem Stoffmengenverhältnis] Metall : S,Se,Te < 1 : 1“, wo er zusammen mit Bornhardtit, Carrollit, Daubréelith, Greigit, Indit, Linneit, Polydymit, Siegenit, Trüstedtit und Violarit die „Linneit-Gruppe“ mit der Systemnummer II/C.01 bildete.
In der zuletzt 2018 überarbeiteten Lapis-Systematik nach Stefan Weiß, die formal auf der alten Systematik von Karl Hugo Strunz in der 8. Auflage basiert, erhielt das Mineral die System- und Mineralnummer II/D.01-140. Dies entspricht ebenfalls der Abteilung „Sulfide mit dem Stoffmengenverhältnis Metall : S,Se,Te < 1 : 1“, wo Tyrrellit zusammen mit Bornhardtit, Cadmoindit, Carrollit, Cuprokalininit, Daubréelith, Fletcherit, Florensovit, Greigit, Indit, Kalininit, Linneit, Polydymit, Siegenit, Trüstedtit und Violarit die „Linneitgruppe“ mit der Systemnummer II/D.01 bildet.
Die von der IMA bis 2009 aktualisierte 9. Auflage der Strunz’schen Mineralsystematik ordnet den Tyrrellit dagegen in die Abteilung der „Metallsulfide mit M : S = 3 : 4 und 2 : 3“ ein. Diese ist weiter unterteilt nach dem genauen Stoffmengenverhältnis, so dass das Mineral entsprechend seiner Zusammensetzung in der Unterabteilung „M : S = 3 : 4“ zu finden ist, wo es zusammen mit Bornhardtit, Cadmoindit, Carrollit, Cuproiridsit, Cuprorhodsit, Daubréelith, Ferrorhodsit, Fletcherit, Florensovit, Greigit, Indit, Kalininit, Linneit, Malanit, Polydymit, Siegenit, Trüstedtit, Violarit und Xingzhongit die „Linneitgruppe“ System-Nr. 2.DA.05 bildet.
Die von der Mineraldatenbank „Mindat.org“ weitergeführte Strunz-Klassifikation, die sich im Aufbau nach der 9. Auflage der Strunz’schen Mineralsystematik richtet, führt in der Gruppe 2.DA.05 auch die nach 2009 neu beschriebenen Spinelle Berndlehmannit, Cuprokalininit, Joegoldsteinit, Nickeltyrrellit und Shiranuiit auf. Die Spinelle Ezochiit und Grimmit werden hier zusammen mit Ferrodimolybdänit (FeMo2S4), Zaykovit (Rh3Se4) und Zolenskyit (FeCr2S4) der allgemeineren Gruppe 2.DA (Metallsulfide mit M:S=3:4) zugewiesen.
In der vorwiegend im englischen Sprachraum gebräuchlichen Systematik der Minerale nach Dana hat Tyrrellit die System- und Mineralnummer 02.10.01.04. Dies entspricht ebenfalls der Klasse der „Sulfide und Sulfosalze“ und dort der Abteilung der „Sulfidminerale“. Hier ist er in der „Linneitgruppe (Isometrisch: Fd3m)“ mit der System-Nr. 02.10.01 innerhalb der Unterabteilung „Sulfide – einschließlich Seleniden und Telluriden – mit der Zusammensetzung AmBnXp, mit (m+n) : p = 3 : 4“ zu finden.

## Kristallstruktur
Tyrrellit kristallisiert kubisch in der Raumgruppe Fd3m (Raumgruppen-Nr. 227) mit dem Gitterparameter a = 10,01 Å sowie 8 Formeleinheiten pro Elementarzelle.

## Eigenschaften
Tyrrellit zeigt eine undeutliche Spaltbarkeit nach dem Würfel {100}. Auf mechanische Belastung reagiert er spröde und bricht muschelig wie Glas.
Die Mohshärte von Tyrrellit wird mit ≈ 3,5 bis 4,5 angegeben, was in etwa der des Referenzminerals Fluorit (Härte 4) entspricht. Bei entsprechender Probengröße ließe sich das Mineral daher mit dem Taschenmesser ritzen.

## Bildung und Fundorte
An seiner Typlokalität im Gebiet Beaverlodge bildete sich Tyrrellit zusammen mit anderen Seleniden durch hydrothermale Verdrängung. Die Lagerstätten im Fundgebiet bestehen hauptsächlich aus Umangit und etwas Klockmannit sowie Spuren von Berzelianit, Clausthalit, Pyrit, Hämatit und Chalkopyrit. Als weiteres Verdrängungsprodukt entstand neben Tyrrellit hauptsächlich Chalkomenit. Als einzige Gangart findet sich Quarz in sehr geringer Menge.
Tyrrellit gehört zu den seltenen Mineralbildungen, die nur in geringer Stückzahl und von wenigen Fundorten bekannt wurden. Für Tyrrellit sind bisher weniger als 20 Vorkommen dokumentiert (Stand 2024). Außer an seinen Typlokalitäten Ato Bay und Eagle Shaft fand sich das Mineral in Kanada bisher nur noch in der ebenfalls im Gebiet Beaverlodge in Saskatchewan liegenden Uranmine Martin Lake.
In Deutschland trat das Mineral bisher im ehemaligen Bergbaurevier Wölsendorf im bayerischen Landkreis Schwandorf sowie in einem Grauwacke-Steinbruch mit verschiedenen seltenen Selenmineralen in Carbonatgängen bei Rieder im Landkreis Harz und in den Selenerzvorkommen des ehemaligen Bergbaugebietes bei Tilkerode (Abberode) im Landkreis Mansfeld-Südharz in Sachsen-Anhalt auf.
Europaweit kennt man Tyrrellit noch aus der Mina La Divina Providencia, etwa sechs Kilometer ostnordöstlich der Gemeinde Villamanín (Cármenes) in der spanischen Provinz León, aus dem als Hope's Nose bekannten, kleinen Calcitgang mit Gold- und Palladium-Mineralisation nahe Torquay in der englischen Grafschaft Devon sowie aus den Bergbaugebieten um Rožná (deutsch Roschna) und um Nové Město na Moravě im Okres Žďár nad Sázavou in der Region Vysočina, der Uran-Lagerstätte Předbořice (Černíny) im Okres Kutná Hora in Zentralböhmen und vom Berg Kokšín in der Gemeinde Nové Mitrovice im Okres Plzeň-jih (deutsch Bezirk Pilsen-Süd) in Tschechien.
Weltweit sind mit der Kupfer-Selen-Lagerstätte in der Grube Tumiñico in der argentinischen Sierra de Cacho (Provinz La Rioja), den hydrothermalen Gängen mit Seleniden und Sulfiden im Bergwerk El Dragón in der bolivianischen Provinz Antonio Quijarro und der Kupfer-Cobalt-Uran-Lagerstätte Musonoi bei Kolwezi in der Demokratischen Republik Kongo noch drei weitere Fundorte für Tyrrellit bekannt.